# Острова Евгения Фёдорова
Острова́ Евге́ния Фёдорова — группа островов в Карском море в составе архипелага Норденшёльда. Административно относятся к Таймырскому району Красноярского края России.

## География
Расположены в восточной части архипелага. Входят в состав островов Восточных, лежат в их северо-восточной части. Северный мыс северного острова является самой северной точкой Восточных островов. С юга, востока и запада окружены другими островами группы: к западу лежит остров Матрос, к югу — острова Волна и Бианки, к востоку — остров Норд. От острова Бианки отделены проливом Спокойным. В 6 километрах к северо-востоку от островов Евгения Фёдорова лежат острова Коломейцева, не входящие в состав Восточных. Расстояние до континентальной России составляет немногим менее 50 километров.

## Описание
Состоят из двух островов, не имеющих отдельных названий. Больший остров группы имеет неровную вытянутую с юга на север расширяющуюся к югу форму длиной около 6,3 километра и шириной до 2,4 километра в широкой южной части. Меньший остров лежит юго-восточнее его на расстоянии нескольких сотен метров. Он имеет вытянутую с юга на север слегка выгнутую на восток сужающуюся к югу форму длиной около 3 километров и шириной до километра.
Большу́ю часть обоих островов занимают невысокие пологие скалы высотой до 30 метров на северном острове и до 18 метров — на южном. Склоны скал и прибрежные участки островов покрыты каменистыми россыпями. Ручьёв и озёр на островах нет. Берега южного острова пологие, на северном — невысокие обрывы в северо-восточной части.

## История
Острова получили своё название в честь Евгения Константиновича Фёдорова — героя Советского Союза и лауреата Сталинской премии, советского геофизика, начальника Гидрометслужбы СССР, государственного и общественного деятеля, академика Академии наук СССР. Названы в 1939 году заместителем начальника Гидрографического управления Главсевморпути А. И. Косым.